# Gótové
Gótové (gótsky 𐌲𐌿𐍄𐌸𐌹𐌿𐌳𐌰 – Gutþiuda, latinsky Gothi) byli jedni z prvních Germánů, jejichž dvě větve, Vizigóti a Ostrogóti, sehrály důležitou roli při pádu západořímské říše, výrazně se zapsaly do doby stěhování národů a do dějin vzniku středověké Evropy. Náleželi k východogermánské skupině a jejich jazykem byla gótština.

## Původ
Pravděpodobně pocházeli z jižního Švédska a římskými autory jsou v 1. století našeho letopočtu uváděni v povodí Visly v severním Polsku. Během následujících staletí Gótové expandovali směrem k Černému moři, kde jako dominantní mocnost v pontské stepi nahradili Sarmaty a zahájili sérii expedic proti Římské říši až na Kypr. Během této doby se Gótové rozdělili na dvě hlavní frakce, Tervingi a Greutungi, které vedly dynastie Baltů a Amalů. Předpokládá se, že král Greuthungů Ermanarich ve 3. století ovládl obrovské území sahající od Baltského až po Černé moře a na východě až po Ural. V této době mnoho z Gótů konvertovalo pod vlivem misionáře svatého Wulfily na ariánství. Wulfila je také autorem gótského písma, kterým je napsaná gótská Bible.

## Historie

### Migrace
Po roce 370 začali území Gótů dobývat Hunové. Zatímco Greutungové, později známí jako Ostrogóti, podlehli Hunům, mnoho Tervingů (Vizigóti), přešlo Dunaj na římská území, kde poté, co trpěli špatným zacházením, rozpoutali rozsáhlou vzpouru a v roce 378 způsobili Římanům velkou porážku v bitvě u Adrianopole. Pod jejich vůdcem Alarichem I. se Vizigóti pustili do dlouhé migrace uvnitř římské Říše, v roce 410 dobyli Řím a nakonec se usadili v Galii a Hispánii, kde založili Vizigótské království. Spolu se Západořímskou říší v roce 451 bojovali proti Atillovým Hunům a jejich spojencům Ostrogótům v bitvě na Katalaunských polích, ve které byli Hunové poraženi. Ostrogóti se brzy z hunské nadvlády vymanili a nakonec se na konci 5. století pod vedením krále Theodoricha přesunuli do dnešní Itálie, kde založili Ostrogótské království.
Krátce po Theodorichově smrti byla Itálie dobyta východořímským císařem Justiniánem I., brzy část dobyli Langobardi, kteří Ostrogóty následně asimilovali. Vizigótské království vydrželo až do roku 711, kdy bylo zničeno Umajjovci. Na severu Španělska zbytky vizigótské šlechty pod vedením Pelaya založili Asturské království a začala Reconquista. Na Krymu se menší gótská společnost, známá jako krymští Gótové, dokázala udržet po staletí. Krymští Gothové udržovali úzké náboženské a politické vztahy s byzantskou říší a byli trvalými nepřáteli Chazarů, proti nimž bojovali společně s Kyjevskou Rusí. Ještě v 18. století někteří obyvatelé Krymu stále mluvili krymskou gótštinou.
V historických pramenech jsou Gótové doloženi až v době, kdy sídlili na pravém břehu dolní Visly na území dnešního Polska. Odtud se v polovině 2. století začali přesouvat jihovýchodním směrem. Ve 3. století se usídlili v severním Černomoří v rozsáhlé oblasti mezi Dunajem a Donem, případně Dněprem. Během dlouhých migrací se k nim nepochybně připojovali příslušníci dalších kmenů, předpokládá se, že také Slované.
Část Gótů však ve Skandinávii zůstala (Géaté, anglicky Geats, švédsky Götar), ti jsou známi ve švédských oblastech Östergötland a Västergötland. V Baltském moři, na ostrově Gotland žijí dodnes Gutové (švédsky Gutar), hovořící dialektem odlišným od švédštiny. Slova Geat i Götar pravděpodobně vycházejí z protogermánského slova Gauta – to je odlišné od kořenu Gut, z kterého pravděpodobně pochází slovo Goth. Existují názory, že rekonstruované slovo Gut-þiuda (gotický lid) je pravděpodobně originální forma jména Gótů.

### Střet s římským impériem

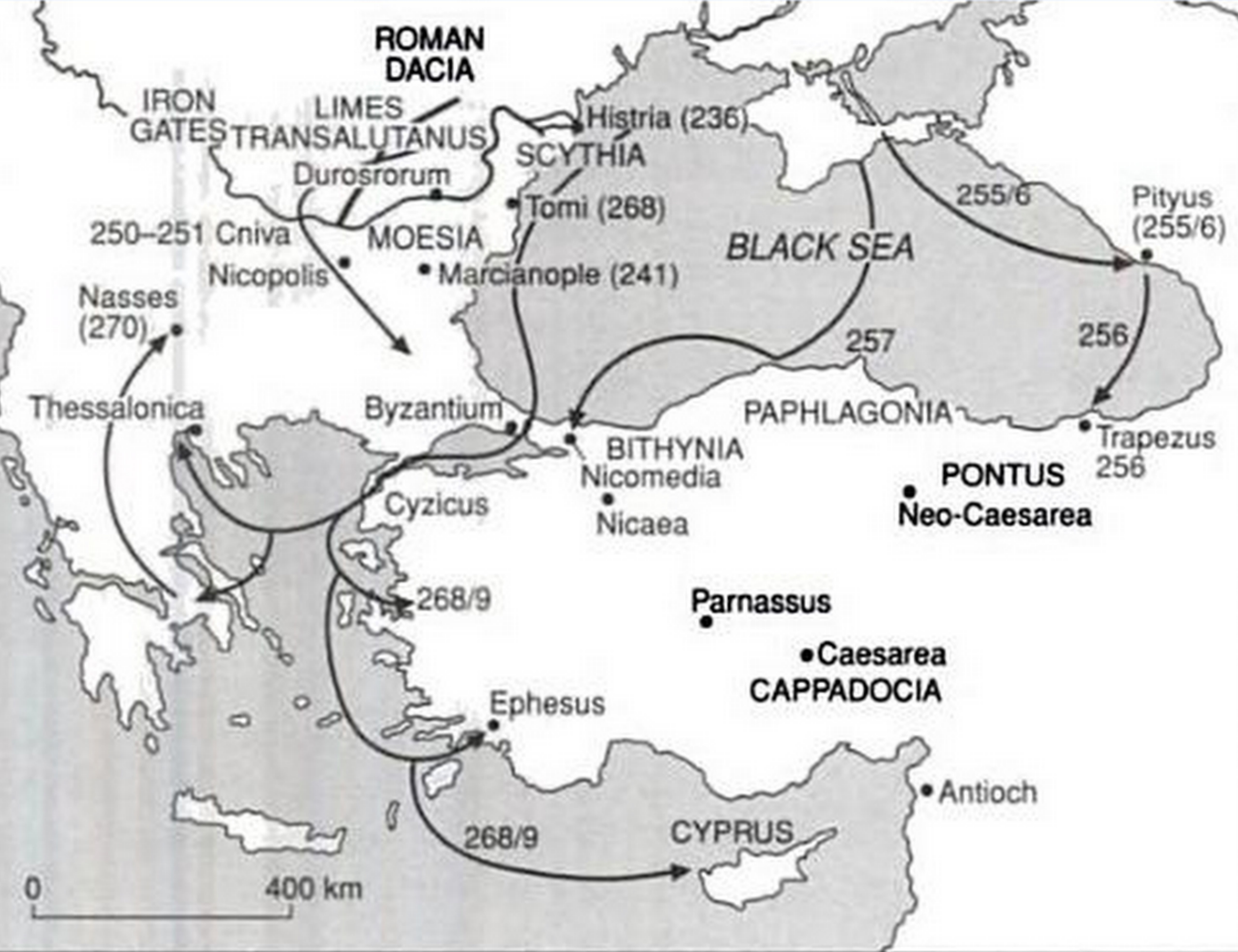
Gótské invaze ve 3. století

V roce 238 Gótové překročili Dunaj, který tvořil limes romanus, a podnikli vpád do provincie Moesia. Aby provincii opustili, musela jim římská říše vyplatit výkupné a roční tribut. Po pár menších vítězstvích v Dácii jim císař Philippus Arabs tribut přestal platit. V roce 250 tak tři proudy Gótů, vedené králem Knivou napadly Dácii, Moesii a Dobrudžu. Na zpáteční cestě porazili římské vojsko, v bitvě padl i císař Decius. V letech 255 až 257 se Gótové zaměřili na útoky z moře, obětí se stala provincie Bithýnie. V roce 266 Gótové spolu s Heruly propluli Bosporem a zaútočili na Řecko, Krétu a Kypr, obětí se stala města Sparta, Athény, Korint, Olympia i Trója. Na cestě zpět však kvůli bouři došlo k mnoha ztrátám, u Soluně byli Herulové poraženi císařem Gallienem a později i zbytek gótského vojska v Thrákii. V roce 269 byli Gótové s Heruly poraženi novým císařem Claudiem II. v bitvě u Niše, ze zajatých barbarů se stali žoldnéři římské armády. V roce 271 byli Gótové císařem Aurelianem vyhnáni z Thrákie a Illyrie a zatlačeni za Dunaj, tehdy padl i gótský král Cannabaudes.

### Gótové v severním Černomoří

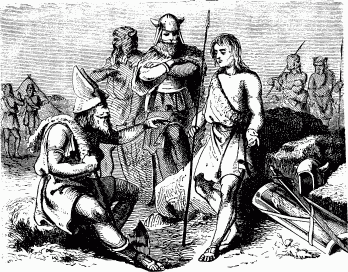
Romantické zpodobnění Gótů

V nových sídlech pohltili zdejší slovanské a skýtosarmatské obyvatelstvo a také germánské Heruly a přejali od nich řadu zvyklostí. Gótské společenství, v nichž germánští Gótové tvořili menšinu, se tak sestávalo ze směsice různých etnik i kultur. Ovlivněno bylo také přítomností vyspělé antické civilizace, kterou jim zprostředkovala zdejší bohatá obchodní centra.
V severním Černomoří si Gótové postupně vytvořili ohromné kmenové svazy (říše). Podle tradice byly dva, říše Vizigótů (západních nebo také lesních Gótů) na západě a říše Ostrogótů na východě. Hranicí byla řeka Dněstr. Dnes však historici uvažují o tom, že zde mohlo vzniknout více menších říší (Heather uvádí počet dvanáct). Zásluhou gótského biskupa Wulfily, který byl vysvěcen v Konstantinopoli, byli Gótové pokřtěni a přijali křesťanství v ariánské podobě, které tehdy převládlo na císařském dvoře. Wulfila dokonce přeložil Bibli do gótského jazyka a vytvořil pro tuto potřebu gótskou abecedu.
V polovině 4. století dosáhla obrovského rozmachu především říše Ostrogótů, jíž vládl král Hermanarich (Ermanaricus). Rozkládala se od Černého moře až do Pobaltí a za řeku Volhu. Zkázu jí přinesl vpád kočovných Hunů v roce 375. Ostrogóti byli tvrdě poraženi a smrtelně raněný Hermanarich spáchal sebevraždu. Poté začali Ostrogóti ustupovat před tlakem Hunů na západ. Během několika let přesídlili do Panonie. Hunské nadvládě ovšem neunikli, neboť kočovníci ovládli tuto oblast počátkem 5. století.
Vizigóti tísnění ustupujícími Ostrogóty se začali stahovat za Dunaj. Roku 376 uzavřela jedna gótská skupina smlouvu s císařem Valentem a byla usazena v Thrákii v postavení federátů. Jejich úkolem bylo posílit obranu římské hranice před útoky dalších barbarů, to znamená především Gótů.
Gótské knížectví na Krymu rozkládající se kolem pevnosti Mangup Kale přetrvalo jako vazalské území nejrůznějších mocných celků až do konce 15. století. Roku 1562 se císařský vyslanec na dvoře Osmanského sultána v Konstantinopoli setkal se dvěma muži z Krymu ovládajícími gótštinu a podařilo se mu zachytit přibližně osmdesát gótských slov a frází. Krymská gótština definitivně zanikla v 17. nebo 18. století.

### Říše Vizigótů

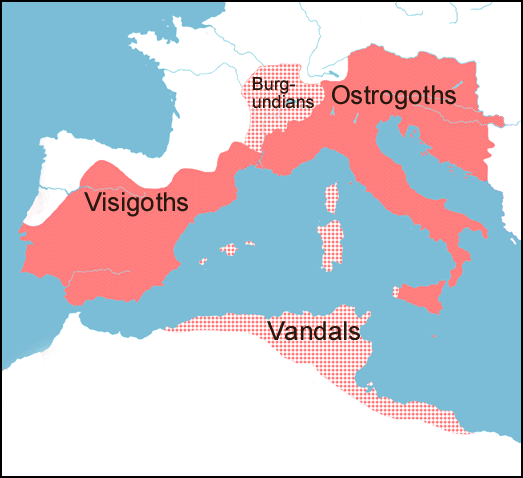
Říše Vizigótů (Západních Gótů) a Ostrogótů (Východních Gótů) za vlády Theodoricha Velikého (rok 523).

## Prameny
Počátkem 6. století sepsal dějiny Gótů ministr ostrogótského krále Theodoricha Cassiodorus Senator, který byl stejně jako jeho panovník zastáncem splynutí Gótů a Římanů do jednoho národa. Z Cassiodorovy práce se zachoval pouze stručný výtah, který zpracoval v polovině 6. století gótský historik Jordanes pod názvem De origine actibusque Getarum („O původu a činech Gótů“) – dílo je známo též jako Getica („Gótské záležitosti“). Představuje stěžejní pramennou základnu pro bádání o dějinách tohoto lidu.